# Mikael Torpegaard
Mikael Torpegaard (ur. 8 maja 1994 w Gentofte) – duński tenisista, reprezentant kraju w Pucharze Davisa.

## Kariera tenisowa
Zawodowy tenisista od 2018 roku.
W karierze wygrał trzy turnieje rangi ATP Challenger Tour w grze pojedynczej.
W rankingu gry pojedynczej najwyżej był na 166. miejscu (6 stycznia 2020), a w klasyfikacji gry podwójnej na 360. pozycji (17 lipca 2017).
Student Uniwersytetu Stanu Ohio.

### Zwycięstwa w turniejach ATP Challenger Tour w grze pojedynczej
| Końcowy wynik | Nr | Data             | Turniej   | Nawierzchnia  | Przeciwnik      | Wynik finału  |
| ------------- | -- | ---------------- | --------- | ------------- | --------------- | ------------- |
| Zwycięzca     | 1. | 25 września 2016 | Columbus  | Twarda (hala) | Benjamin Becker | 6:4, 1:6, 6:2 |
| Zwycięzca     | 2. | 16 czerwca 2019  | Columbus  | Twarda (hala) | Nam Ji-sung     | 6:1, 7:5      |
| Zwycięzca     | 3. | 16 lutego 2020   | Cleveland | Twarda (hala) | Yosuke Watanuki | 6:3, 1:6, 6:1 |